# 6943 Moretto
6943 Moretto eller 1978 VR4 är en asteroid i huvudbältet som upptäcktes den 7 november 1978 av de båda amerikanska astronomerna Eleanor F. Helin och Schelte J. Bus vid Palomarobservatoriet. Den är uppkallad efter den italienska konstnären Il Moretto da Brescia.
Asteroiden har en diameter på ungefär 4 kilometer.